# الخرابة (مناخة)

تعديل مصدري - تعديل

الخرابة هي إحدى قرى عزلة هوزان بمديرية مناخة التابعة لمحافظة صنعاء، بلغ تعداد سكانها 306 نسمة حسب تعداد اليمن لعام 2004.